# 關永業
關永業（英語：Kwan Wing Yip，1976年3月19日—），前香港大埔區議會主席兼富明新選區議員，前新民主同盟成員。曾參與2016年香港立法會選舉。

## 簡介

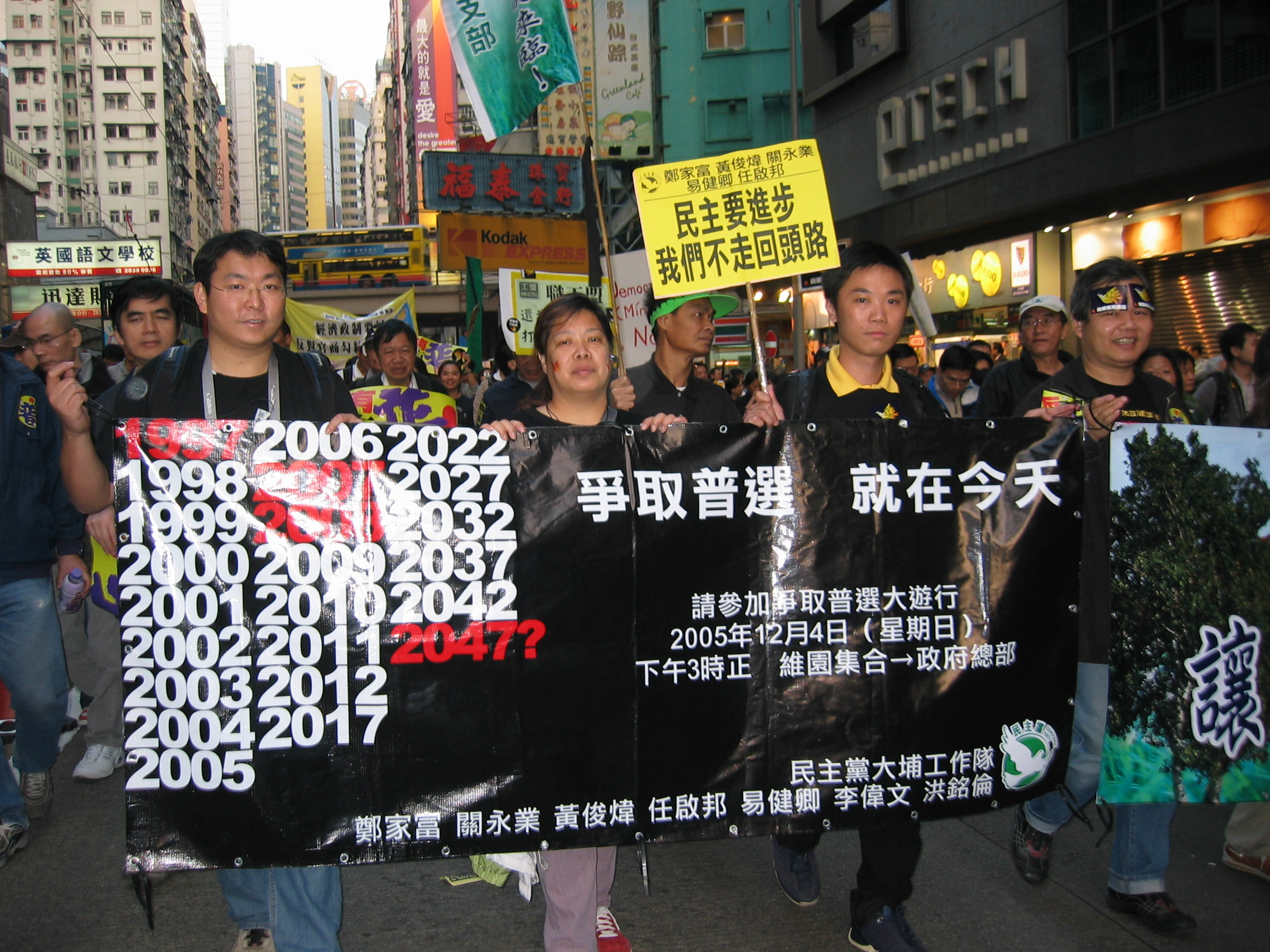
關永業(舉牌者)出席124爭取普選大遊行時的相片，左為任啟邦，中間為易健卿。當時他仍為民主黨成員。

關永業曾在孔教學院何郭佩珍中學就讀，及後在香港中文大學政治及行政學系學士畢業。
其後加入民主黨，1999年香港區議會選舉，當選大埔富明新選區(富善邨善群樓和善鄰樓、明雅苑、新興花園)區議員，當時只有23歲，他以些微票數擊敗其主要對手李愛群。
他曾參選2000年香港立法會選舉，由於在民主黨鄭家富名單中排名最後，結果落選，但也因此提升了知名度。2003年香港區議會選舉尋求連任，再得到壓倒性票數，以3007票大勝只得1215票的李愛群。他曾是民主黨青年委員會副主席，同時也是大埔社區互助協進會的會長、大埔街坊聯誼會的顧問。
2012年政改方案在立法會通過後，他因不滿民主黨支持政改方案，連同反對方案的范國威、任啟邦等退出民主黨，成立新民主同盟。
2011年香港區議會選舉中，以2,780票擊敗民建聯黃元生成功連任。
2015年香港區議會選舉，他再度成功連任。

## 2016立法會換屆選舉棄選事件
2016年香港立法會選舉，關永業率領一張三人名單出選區議會（第二）功能界別，為六張民主派名單之一，9月2日，為了保持民主派取得三席，民調落後的其中兩張名單、公民黨及民協都在選舉前宣佈「棄選」（終止選舉工程，但仍是候選人），而比公民黨民調低的關永業曾一度堅持不「棄選」，但由於受到網上言論壓力，關永業最終都在選舉前夕宣佈「棄選」，又以「從政以來最黑暗一天」來形容，他稱新同盟在昨晚開會後作此決定，形容結果是艱難和承受了很大壓力。關永業表示自昨晚起不斷受到攻擊，包括網上和其他不少壓力，為了不讓黨友受壓，所以作此痛苦決定。新同盟成員又對支持者鞠躬致歉，表示對他們有所虧欠。
關永業棄選，連同民主派陣營的民協何啟明、公民黨陳琬琛、工黨胡穗珊、還有獨立參選人司馬文和徐子見於兩日內「有組織集體棄選」事件，除了根本無勝算的胡穗珊、司馬文和徐子見不會影響大局，集體棄選被認為跟黎智英、李柱銘、陳方安生及戴耀廷大有關連，目的是能夠把泛民票源集中投給當時民調與民建聯周浩鼎爭峙不下的民主黨候選人鄺俊宇，爭取超級區議會的第三個議席以保持，並確保民主黨維持在民主派的領導地位，而最終選舉結果，民主黨重新成為民主派第一大黨。而新民主同盟則在新界東選區落選，失去立法會的席次，直至2018年補選才一度取回席次。
事後公民黨梁家傑聲稱「有組織集體棄選」是為了「打亂中聯辦的選舉部署」云云，唯此說法仍有疑問，例如關永業於9月2日表示「戰鬥至最後一刻」，不會退選；事隔一天卻表示受到網絡攻擊、恐嚇，內容有「關永業不退選，今後的選舉會懲罰范國威」。那麼關永業是受到何方攻擊？又例如關永業受到恐嚇、攻擊，有妨礙公平公正選舉之嫌，但關永業本人、新民主同盟和泛民主派均無就此事向警方、廉政公署舉報。種種疑點仍需釐清，但到目前為止仍未有進一步解釋。

## 騙取薪津事件
2004年，關永業因為提供虛假資料，向大埔區議會秘書處提交合共十一份表格，申請發還助理的薪金合共港幣16,500元。關永業聲稱他僱用的助理並非親屬，但被揭發這名助理其實是他的親表妹，違反民政事務總署的指引，結果被判入獄兩個月及罰款港幣1萬元，緩刑十八個月。由於判刑未過三個月的上限，因此其議員職位得以保留。
縱然如此，他依然在2007年區議會選舉中，以2,215票，擊敗得1,691票的溫官球，和得139票的李作烜，成功再連任。